# دی‌سدیم پیروفسفات
دی‌سدیم پیروفسفات (به انگلیسی: Disodium pyrophosphate) با فرمول شیمیایی Na۲H۲P۲O۷ یک ترکیب شیمیایی با شناسه پاب‌کم ۹۸۳۷۳۶۹ است. که جرم مولی آن 221.94 g/mol می‌باشد. شکل ظاهری این ترکیب، پودر سفید بی‌بو است.